# Johannes Sauter
Johannes Sauter, auch Johann Sauter, (geboren 24. Mai 1891 in Kleeberg in Bayern; gestorben 12. Dezember 1945 in Winhöring) war ein deutscher Rechtsphilosoph.

## Leben
Johannes Sauter studierte am Passauer Lyzeum zwei Semester Philosophie und acht Semester Theologie. Nach Empfang der Priesterweihe war er von 1916 bis 1923 als Seelsorger tätig. Ab dem Sommersemester 1923 ließ er sich vom Bistum Passau beurlauben und studierte Philosophie an der Universität München. Im März 1926 wurde er mit einer Dissertation über Die Sozialphilosophie Franz von Baaders und seine Beziehung zur deutschen Romantik promoviert. Zeitgleich studierte er an der Universität Wien Staatswissenschaften und wurde 1925 zum Dr. rer. pol. promoviert.
Danach arbeitete er als Lehrer an der Wiener Handelsakademie, wurde mit einer weiteren Untersuchung zu Franz von Baader im August 1927 an der Rechts- und Staatswissenschaftlichen Fakultät der Wiener Universität habilitiert und lehrte ab Winter 1927 als Privatdozent das Fach „Gesellschaftslehre“. Im Juni 1933 wurde ihm der Titel eines außerordentlichen Universitätsprofessors verliehen, und er erhielt 1934 die Venia legendi für Gesellschaftslehre, Allgemeine Staatslehre und Rechtsphilosophie.
Sauter war nach eigenen Angaben mit dem Aufstieg der NSDAP in München eng verbunden, er wirkte 1923 beim Hitler-Putsch mit und floh wegen polizeilicher Ermittlungen nach Wien. Er hatte Kontakte zum NSDAP-Mitglied und ideologischem Wegbereiter des Austrofaschismus Othmar Spann und zum Philosophen Hans Eibl, der unter Berufung auf das „positive Christentum“ in Adolf Hitlers Mein Kampf für ein Bündnis zwischen Christentum und Nationalsozialismus eintrat.  Er war Mitglied der Deutschen Philosophischen Gesellschaft in Österreich, die, so Sauter, die illegale Arbeit der NSDAP in Österreich unterstützte.
Am 22. Juni 1936 wurde der positivistische Philosophieprofessor Moritz Schlick von Dr. Hans Nelböck, der 1931 bei Schlick promoviert worden war, ermordet. Sauter ergriff in der Öffentlichkeit Partei gegen den „Juden und Freimaurer Schlick“. Unter dem Pseudonym  „Prof. Dr. Austriacus“ beschuldigte er in einem Beitrag in der Wochenschrift Schönere Zukunft Schlick der Zerrüttung der Jugend. Sauter forderte aus diesem Anlass: auf die philosophischen Lehrstühle der Wiener Universität im christlich-deutschen Österreich gehören christliche Philosophen! und hoffte nach dem schrecklichen Mordfall an der Wiener Universität auf eine wirklich befriedigende Lösung der Judenfrage. Der Täter wurde zu zehn Jahren Haft verurteilt, und Sauter besuchte ihn bis zu seiner Freilassung durch die Nationalsozialisten wiederholt im Gefängnis.
Nach dem Anschluss Österreichs und dem personellen Aderlass der Universität durch die Vertreibung der jüdischen Professoren stellten die Professoren Alexander Hold-Ferneck und Alfred Verdroß den Antrag, Sauter zum Ordinarius der Rechtsphilosophie zu ernennen. Seitens der Nationalsozialisten wurde ihm aber seine Nähe zur katholischen Kirche und sein Verhältnis zum inzwischen in Ungnade gefallenen Othmar Spann vorgeworfen und ihm wurde im April 1938 ein freiwilliger Lehrverzicht nahegelegt. Sauter stellte stattdessen im Mai 1938 einen Aufnahmeantrag für die NSDAP, der im September 1941 abgelehnt wurde. Am 22. März 1939 wurde er aufgrund des § 4 Abs. 1 der Verordnung zur Neuordnung des österreichischen Berufsbeamtentums wegen politischer Unzuverlässigkeit entlassen. Er war damit arbeits- und mittellos. 1940 versuchte er vergebens, in einer Eingabe an Reichserziehungsminister Bernhard Rust das Blatt zu wenden, indem er auf seinen Status als Alter Kämpfer und seine anderen Verdienste für die nationalsozialistische Bewegung in Österreich hinwies. Der ehemalige Wiener Gauleiter der seinerzeit illegalen NSDAP Franz Brandl und der Wiener SA-Oberführer Carl von Bardolff bürgten für seine nationalsozialistische Gesinnung. Als einziges Zugeständnis gestattete man ihm schließlich 1942, eine Wohnungsvermittlung in Wien zu eröffnen.
Am 18. März 1943 wurde Sauter von der Gestapo festgenommen, weil er unter dem Verdacht stand, einer reaktionären und gegnerisch eingestellten Personengruppe anzugehören. Ob Sauter, wie der mit ihm festgenommene Franz Meuren, in das KZ Dachau überstellt wurde, ist nicht bekannt, ebenso wenig sein Schicksal nach Kriegsende.
Johann Sauter verstarb am 12. Dezember 1945 in Winhöring, Landkreis Altötting, in der Amerikanischen Besatzungszone Deutschlands.

## Schriften
- Die Sozialphilosophie Franz von Baaders. Innsbruck, 1926. Diss. Uni München 1926
- Josef von Baader (1763 - 1835) : ein vergessenes Kapitel aus d. Geschichte d. Eisenbahnen, in: Jahrbücher für Nationalökonomie und Statistik, Bd. 124, 1926, S. 61–70
- (Hrsg.): Franz von Baaders Schriften zur Gesellschaftsphilosophie. Jena : G. Fischer, 1928
- Baader und Kant. Jena : G. Fischer, 1928
- Die philosophischen Grundlagen des Naturrechts. Untersuchungen zur Geschichte der Rechts- und Staatslehre. Wien, Springer, 1932
- Rechtswissenschaft und Rechtsphilosophie. Prag : VIII. Internationaler Philosophenkongress 1934 in Prag